# Pot-au-feu
Il pot-au-feu (in francese "pentola al fuoco", [potofø]) è un bollito contadino del nord della Francia, preparato con manzo e verdura cotti in acqua a fuoco basso per alcune ore. Si presta alla preparazione di diversi tagli di carne e ve ne sono innumerevoli varianti, ad esempio con verza, porri, sedano, carote e cipolle. Il piatto viene condito con sale, pepe ed erbette.
È simile ad un secondo, nel senso che come primo piatto viene servito in tavola il brodo di cottura. La seconda portata consiste nel pot-au-feu vero e proprio, accompagnato da senape, vinaigrette e cetriolini. Trattandosi di un bollito non richiede tagli di carne pregiati e può considerarsi un piatto economico. Ricordato nel celebre racconto La parure di Guy de Maupassant, viene anche lì descritto come un piatto rustico e di poche pretese.
Le sue origini risalgono al 1763, anche se entra nel Dictionnaire de l’Académie solo nel 1798.